# Аллен Американс
«Аллен Американс» (англ. Allen Americans) — профессиональная хоккейная команда, выступающая в Горном дивизионе Западной конференции ECHL. Базируется в городе Аллен, штат Техас, США. В настоящее время «Аллен Американс» аффилированы с командами НХЛ «Юта» и АХЛ «Тусон Роудраннерс». 

## История
Команда была основана в 2009 году в Центральной хоккейной лиге (CHL), где отыграла пять сезонов, дважды выиграв Кубок президента Рэя Мирона.
После закрытия CHL в 2014 году, «Аллен Американс», вместе с другими командами лиги получили разрешение на вступление в ECHL, с сезона 2014–15. В свои первые два сезона в ECHL «Американс» вышли в финал Кубка Келли, выиграв оба раза.

## Достижения
ECHL
- Чемпион ECHL (2): 2015, 2016;
- Победители конференции (2): 2015, 2016;

CHL
- Чемпион CHL (2): 2013, 2014;
- Победители конференции (3): 2010, 2013, 2014;
- Победители регулярного сезона (2): 2010–11, 2012–13;